# Platypolia confragosa
Platypolia confragosa là một loài bướm đêm trong họ Noctuidae.